# Transehe-Roseneck (Adelsgeschlecht)

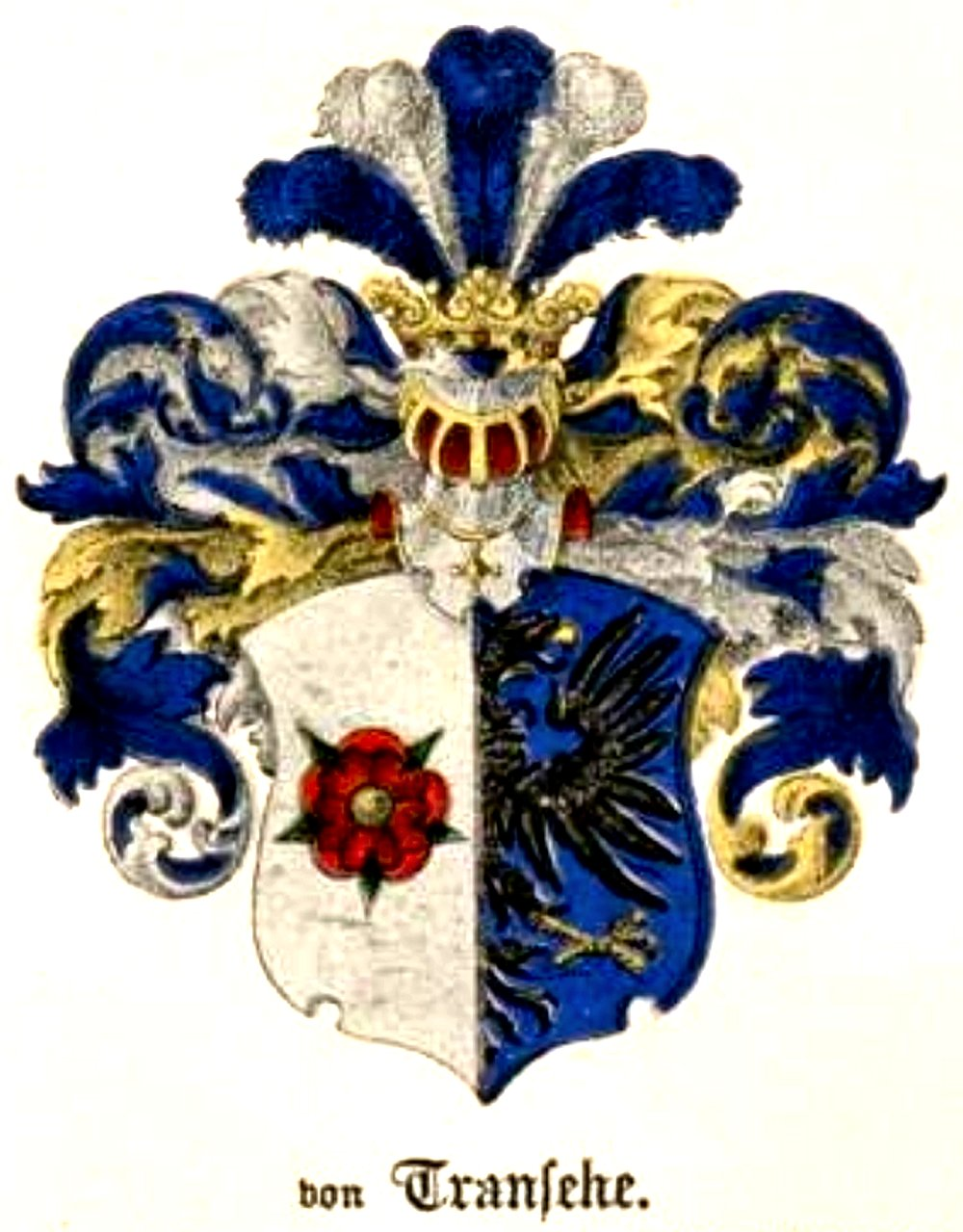
Wappen der Adelsfamilie Transehe

Transehe-Roseneck ist der Familienname eines deutsch-baltischen Adelsgeschlechts, dessen Ursprung seit 1670 nachgewiesen werden kann. Anfangs unterlag die Registrierung mehrerer Fehler, die durch willkürliche Eintragungen in die livländische Adelsmatrikel erfolgt waren. Die urkundliche Darstellung beginnt mit einer Eingabe des Valerius von Transehe, die er um 1660 an die schwedische Regierung gerichtet hatte. Gemäß dieser Eingabe konnte, soweit urkundlich belegbar, nachgewiesen werden, dass der Großvater des Valerius mit Namen Thies Transehe in Folge der Inquisition aus den Spanischen Niederlanden geflüchtet sein – was nicht eindeutig belegbar ist – und sich in Livland angesiedelt haben soll. In den Jahren 1641 und 1663 wurden Mitglieder der Familie in den schwedischen Adelsstand erhoben, 1747 erhielt die Adelsfamilie das livländische Indigenat.

## Geschichte
Aus seiner Ehe mit einer geborenen Blank hatte Thies Transehe († um 1558) den Sohn Gerhard (* um 1555, † um 1599). Gerhard wurde von seinem Taufpaten, dem Ordensrat Gerhard Nolde in das Herzogtum Kurland und Semgallen verbracht und an Kindes statt aufgenommen. Hier wuchs er gemeinsam mit den leiblichen Kindern Noldes auf und wurde auch mit ihnen ausgebildet. Nach dem Studium berief sein Adoptivvater ihn als Prediger in die Pfarre Gramsden, in der er urkundlich 1582 und 1592 nachgewiesen werden kann. Ab 1599 war er in der Pfarrei zu Schrunden tätig. Aus seinen beiden Ehen hatte er folgende Söhne: Heinrich († 1661), Joachim (1589–1673), Hermann (studierte 1610 in Rostock), Valerius (1596–1669) und Wilhelm Dietrich († 1657). Joachim wurde der Stammvater der nachfolgend schwedischen Hauptlinie und Valerius setzte die livländische Hauptlinie fort.

## Schwedische Hauptlinie
Stammvater der schwedischen Linie, die nur eine Generation ausfüllte, war Joachim Transehe von Roseneck (1589–1615). 1641 wurde er unter dem Namen "von Roseneck" in den schwedischen Adel erhoben.

## Livländische Hauptlinie
Die livländische Hauptlinie wird von Valerius von Transehe (1596–1669) angeführt, im Mannesstamm folgten ihm: Gerhard Johann († 1675), Otto Valerius (gefallen 1656 bei Riga) und Joachim Friedrich (1640–1692, erloschen 1766). Gerhard Johann führte die Hauptlinie fort, es folgten ihm sein Sohn Ernst Johann und dessen Sohn Alexander Christopher (1691–1731). Unter seinen Söhnen teilte sich die Hauptlinie in die Linien Sackenhof-Neu-Wrangelshof (Karl August 1717–1778) und Selsau-Erlaa (Otto Johann 1721–1791).

### Stammfolge A. Sackenhof-Neu-Wrangelhof
- Gründer der Linie Sackenhof-Neu-Wrangelshof war Karl August von Transehe-Roseneck (** 5. April 1717 in Lubar, † 23. Mai 1778 auf Sackenhof), Herr auf Neu-Sackenhof, russischer Generalleutnant ⚭ 1740 mit Magdalena von Finecke (1725–1784), ihm folgen in männlicher Linie:
  - Johann von Transehe-Roseneck (1745–1818), russischer Oberst
    - Nikolaus (I.) Johann Transehe-Roseneck (1779–1858), Herr auf Neu-Wrangelshof, Landrat
      - Alexander Johann Viktor von Transehe-Roseneck (1813–1870)
        - Nikolaus Karl Michael Viktor von Transehe-Roseneck (1842–1919),
          - Alexander Karl Viktor von Transehe-Roseneck (1874–1922)
            - Nikolaus (** 1902), Leon Ernst (** 1906)

          - Nikolaus Heinrich von Transehe (1886–1969), Ornithologe
          - Heinrich Alexander Joachim von Transehe-Roseneck (** 1888), Rechtsanwalt
            - Wilhelm (** 1923); Fred (** 1927)

      - Konstantin Nikolaus von Transehe-Roseneck (1816–1863), russischer Ingenieur-Leutnant
        - Nikolaus Eduard von Transehe-Roseneck (1847–1918), livländischer Landrat
          - Karl Friedrich Wilhelm von Transehe-Roseneck (** 1876)
            - Harry (** 1906 in Breslau), Oskar (** 1908 in Königsberg), Kurt (** 1909 in Königsberg)

          - Oskar Walfried August von Transehe-Roseneck (1882–1922)
            - Wulf (** 1907 in Berlin),

  - Alexander von Transehe (1749–1828), Herr auf Sackenhof, Kreismarschall
    - Otto Alexander von Transehe (1785–1838), Kreisdeputierter
    - Karl Alexander Cyprian von Transehe-Roseneck (1857–1922), russischer Kapitän zur See
      - Nikolai Alexander von Transehe (1886–1960), russischer Marineoffizier, Polarforscher und Mitarbeiter der Central Intelligence Agency (CIA)
      - Leonid von Transehe-Roseneck (** 1897)
        - Dimitru (** 1928 in Narva)

    - Otto Julius Leon von Transehe-Roseneck (1819–1876), russischer Stabsrittmeister
      - Alexis von Transehe-Roseneck (1860–1918)
        - Alexis Stanislaus von Transehe-Roseneck (1886–1916)
          - Karl Heinrich (** 1915)

      - Alexander Karl Erich von Transehe-Roseneck (1814–1875)
        - Otto Alexander von Transehe-Roseneck (1840–1898)
        - Karl Alexander von Transehe-Roseneck

  - Karl August (II.) von Transehe-Roseneck (1753–1827), russischer Oberst und Generaladjutant
    - Leonhard von Transehe-Roseneck (1795–1868), russischer Oberstleutnant
      - Karl Otto Johann von Transehe-Roseneck (1830–1978) [sic! 1878?]
        - Roderich (1866–1930)

### Stammfolge B. Selsau-Erlaa
- Die Linie Selsau[7] -Orlaa begann mit Otto Johann Transehe-Roseneck (1721–1791) Herr auf Selsau und Erlaa, russischer Oberstleutnant, Wendenscher Adelsmarschall, ihm folgten:
  - Erich Johann von Transehe-Roseneck (1758–1819), Landgerichtsassessor
    - Gustav Johann Eduard von Transehe (1800–1860), Herr auf Schloß Erlaa und Jummerdehn, Landgerichtsassessor
      - Karl Otto Eduard Alvil von Transehe (1826–1881)
      - Gustav Wilhelm Rembert Rudolph von Transehe-Roseneck (1828–1905)
        - Eduard Friedrich Alwil Rembert Rudolph von Transehe-Roseneck (1858–1928), Geheimer Rat, Senator

  - Karl Otto von Transehe-Roseneck (1761–1837), Herr auf Selsau und Roseneck, baltischer Landespolitiker,
    - Karl Friedrich Erich von Transehe-Roseneck (1802–1868), livländischer Landrat
    - August Ernst Konstantin von Transehe-Roseneck (1805–1875),
    - Heinrich Robert Eugen von Transehe-Roseneck (1806–1882), Distriktdirektor
    - Paul Wilhelm Georg von Transehe-Roseneck (1809–1887), Kreisdeputierter
      - Georg von Transehe-Roseneck (1845–1908), russischer Generalleutnant
      - Astaf von Transehe-Roseneck (1865–1946), Herr auf Schloss Helmet, Selsau und Kronenhof, Dr. rer. pol., Ritterschaftsnotar und Assessor
        - Georg Friedrich Balthasar Gert von Transehe-Roseneck (** 1903)

    - Georg Paul Wilhelm von Transehe-Roseneck (1809–1887), Herr auf Selsau, russischer Kapitän